# Bahnradsport-Weltmeisterschaften 1975
Die Bahnradsport-Weltmeisterschaften 1975 fanden vom 20. bis 25. August 1975 auf der 454,54 Meter langen Zement-Radrennbahn im belgischen Rocourt bei Lüttich statt.
Der Besuch bei den Wettbewerben war schwach: „erschreckend wenig Zuschauer an den meisten Tagen“. Die Mannschaft des Bundes Deutscher Radfahrer musste bis zum letzten Tag auf Medaillen warten, dann wurde Dieter Kemper Weltmeister der Profi-Steher, und der Gold-Vierer von Trainer Gustav Kilian errang ebenfalls eine Goldmedaille. Für Gesprächsstoff sorgte die „Leistungsexplosion des DDR-Radsports“, dessen Fahrer zwar nur in vier Disziplinen starteten, aber zwei Gold- und zwei Bronzemedaillen errangen.
Mit Verwunderung stellt der Berichterstatter des Radsport im Übrigen fest, dass die Zeiten des 200-Meter-Qualifikationszeitfahren für den Sprint der Profis nur „wenig über dem Niveau im Frauen-Sprint (!)“ lagen, aber man müsse „der Gerechtigkeit halber“ erwähnen, dass es am nämlichen Abend sehr kalt gewesen sei. Wie bei der Straßen-WM waren keine sowjetischen Frauen am Start, die jahrelang dominiert hatten.

## Resultate Frauen
| Disziplin       | Platz | Land                   | Athlet                 | Zeit                   |
| --------------- | ----- | ---------------------- | ---------------------- | ---------------------- |
| Sprint          | 1     | Vereinigte Staaten     | Sue Novara             | 13,38 (1.), 13,29 (2.) |
|                 | 2     | Tschechoslowakei       | Iva Zajíčková          |                        |
|                 | 3     | Vereinigte Staaten     | Sheila Young           | 12,69 (1.), 12,94 (2.) |
| Einerverfolgung | 1     | Niederlande            | Keetie van Oosten-Hage | 4:06,15 min.           |
| (3000 m)        | 2     | Vereinigte Staaten     | Mary Jane Reoch        | 4:15,19 min.           |
|                 | 3     | Vereinigtes Konigreich | Denise Burton          | 4:14,79 min.           |

## Resultate Männer

### Profis
| Disziplin                | Platz | Land                       | Athlet                     | Zeit                   |
| ------------------------ | ----- | -------------------------- | -------------------------- | ---------------------- |
| Sprint                   | 1     | Australien                 | John Nicholson             | 12,14 (2.), 11,90 (3.) |
|                          | 2     | Danemark                   | Peder Pedersen             | 12,16 (1.)             |
|                          | 3     | Japan                      | Ryōji Abe                  | 12,89 (1.), 13,29 (3.) |
| Einerverfolgung (5000 m) | 1     | Niederlande                | Roy Schuiten               | 6.10,52 min.           |
|                          | 2     | Norwegen                   | Knut Knudsen               | 6:15,67 min.           |
|                          | 3     | Belgien                    | Dirk Baert                 | 6.13,61 min.           |
| Steherrennen             | 1     | Deutschland Bundesrepublik | Dieter Kemper/Dieter Durst |                        |
| (100 km)                 | 2     | Niederlande                | Cees Stam/Joop Stakenburg  |                        |
|                          | 3     | Niederlande                | Jan Breur/Bruno Walrave    |                        |

### Amateure
| Disziplin                      | Platz | Land                                    | Athlet                                                               | Zeit                    |
| ------------------------------ | ----- | --------------------------------------- | -------------------------------------------------------------------- | ----------------------- |
| Sprint                         | 1     | Frankreich                              | Daniel Morelon                                                       | 12,88 (2.), 13,16 (3.)  |
|                                | 2     | Italien                                 | Giorgio Rossi                                                        | 13,57 (1.)              |
|                                | 3     | Deutschland Demokratische Republik 1949 | Emanuel Raasch                                                       | 11,57 (1.), 11,95 (2.)  |
| 1000-m-Zeitfahren              | 1     | Deutschland Demokratische Republik 1949 | Klaus-Jürgen Grünke                                                  | 1:08,30 min.            |
|                                | 2     | Sowjetunion 1955                        | Eduard Rapp                                                          | 1:08,42 min.            |
|                                | 3     | Polen 1944                              | Janusz Kierzkowski                                                   | 1:08,58 min.            |
| Einerverfolgung (4000 m)       | 1     | Deutschland Demokratische Republik 1949 | Thomas Huschke                                                       | 5:03,43 min.            |
|                                | 2     | Sowjetunion 1955                        | Wladimir Osokin                                                      | 5:08,75 min.            |
|                                | 3     | Italien                                 | Orfeo Pizzoferrato                                                   | 5:04,96 min.            |
| Mannschaftsverfolgung (4000 m) | 1     | Deutschland                             | Günther Schumacher/Peter Vonhof/ Hans Lutz/Gregor Braun              | 4:39,69 min.            |
|                                | 2     | Sowjetunion 1955                        | Wladimir Ossokin/Witali Petrakow/ Wiktor Sokolow/Alexander Perow     | 4:39,98 min.            |
|                                | 3     | Deutschland Demokratische Republik 1949 | Norbert Dürpisch/Thomas Huschke/ Uwe Unterwalder/Klaus-Jürgen Grünke | 4:41,51 min.            |
| Tandemrennen                   | 1     | Polen 1944                              | Benedykt Kocot/Janusz Kotliński                                      |                         |
|                                | 2     | Tschechoslowakei                        | Vladimír Vačkář/Miroslav Vymazal                                     |                         |
|                                | 3     | Sowjetunion 1955                        | Anatolij Jablunowskyj/Sergei Komelkow                                | 11,01 (1.), 11, 48 min. |
| Steherrennen                   | 1     | Niederlande                             | Gaby Minneboo/Bruno Walrave                                          |                         |
|                                | 2     | Spanien 1945                            | Miguel Espinós/Albons                                                |                         |
|                                | 3     | Frankreich                              | Jean Pinsello/Marechal                                               |                         |